# Ludvík VI. Francouzský
Ludvík VI. Francouzský řečený Tlustý (francouzsky Louis VI le Gros, 1. prosince 1081, Paříž – 1. srpna 1137) byl francouzský král (1108–1137) z dynastie Kapetovců, syn krále Filipa I. a jeho první manželky Berty Holandské.
Během své vlády upevnil královskou autoritu, mnoho času trávil v sedle na vojenských taženích a stal se fundátorem mnoha klášterů. Když v roce 1124 německý císař Jindřich V. ohrožoval království, jako první shromáždil francouzské vojsko pod praporem ze Saint Denis později nazvaným Oriflamme. Jeho přítelem, rádcem a prvním životopiscem byl opat Suger. V posilování a sjednocování do té doby rozdrobené Francie – a také v obdobích dlouhé vlády – pokračoval jeho syn Ludvík VII. (1137–1180) a vnuk Filip II. (1180–1223).

## Život
V deseti letech Ludvík VI. přišel o matku, kterou otec po osmnácti letech manželství zapudil a znovu se oženil s Bertradou z Montfortu. Ludvíka, nejstaršího syna ze svazku s Bertou, stanovil svým dědicem. Údajně krásná Bertrada porodila králi další syny, snažila se intrikovat proti následníkovi a dokonce jej chtěla nechat otrávit.
| „       | Zatímco syn činil každým dnem pokroky, ztrácel Filip, jeho otec síly… | “ |
| — Suger |                                                                       |   |

Král Filip zemřel v červenci 1108 a Ludvíkova korunovace proběhla 8. srpna v Orléansu. Dlouhá léta se Ludvík snažil vyjít s ovdovělou Bertradou a ještě v letech 1109–1113 a 1116–1120 válčit se sousedním králem Anglie Jindřichem I. Roku 1124 své schopnosti prokázal i odražením útoku císaře Jindřicha V.
V roce 1127 zasáhl Ludvík ve Flandrech, kde byl během mše svaté v kostele Saint-Donatien v Bruggách zavražděn flanderský hrabě a Ludvíkův přítel Karel Dobrý. Po vraždě hraběte se Flandry nacházely ve stavu úplného chaosu a Ludvíkovi se zde podařilo alespoň na krátkou dobu prosadit svou autoritu. Protože Karel nezanechal žádného nástupce, objevilo se hned několik uchazečů o nástupnictví. Díky Ludvíkovi a jeho vojsku se stal hrabětem Vilém Clito, pravnuk flanderského hraběte Balduina V. Společně s Vilémem Clitem se Ludvíkovi podařilo porazit ostatní uchazeče o hrabství, a také chytit a nechat popravit vrahy Karla Dobrého. Úspěch netrval dlouho, nespokojení občané reptali proti novému hraběti, přesvědčeni, že francouzský král nemá právo se vměšovat do volby flanderského hraběte. Mezi obyvatelstvem (včetně nejvýznamnějších měst) rostla podpora Dětřicha Alsaského, kterého Bruggy v březnu 1128 uznaly hrabětem a spor o titul vygradoval na bitevním poli. Po smrti Viléma Clita v bitvě u Alostu Ludvík akceptoval jako flanderského hraběte Dětřicha Alsaského a přijal od něj lenní hold.
Ke konci života Ludvík trpěl výraznou tloušťkou, bez pomoci se nebyl schopen dostat na koňský hřbet a často jej trápily zažívací potíže. Zemřel v létě 1137 na dysenterii, krátce poté, co domluvil svému synovi sňatek s akvitánskou dědičkou a byl pohřben po boku svých otců v tradičním kapetovském pohřebišti v Saint-Denis.

## Manželství a potomci
První Ludvíkovou manželkou byla Adéla Savojská, dcera Humberta II. Savojského a Gisely Burgundské. Z tohoto svazku pocházeli:
1. Filip (1116–1131) – spolukrál (1129–1131), zemřel mladý
2. Ludvík VII. (1120/1121–1180) – francouzský král (1137–1180)
3. Jindřich (1121–1175) – remešský arcibiskup
4. Hugo (zemřel v dětském věku)
5. Robert I. z Dreux (asi 1125–1188) – hrabě z Dreux
6. Petr I. z Courtenay (1126–asi 1183)
7. Konstancie (asi 1128–1176) – manželka Eustacha IV. z Boulogne a Raimonda IV. z Toulouse
8. Filip (1132–1161) – získal jméno po svém zemřelém bratrovi a byl určen pro církevní kariéru